# Chitose

Chitose (千歳市 Chitose-shi?) este un municipiu din Japonia, prefectura Hokkaidō.

## Legături externe
Materiale media legate de municipiul Chitose la Wikimedia Commons
1. ↑   (PDF), Geospatial Information Authority of Japan[*], p. 7 https://www.gsi.go.jp/KOKUJYOHO/MENCHO/backnumber/GSI-menseki20210101.pdf Lipsește sau este vid: |title= (ajutor)